# Тянь Тянь
Тянь Тянь (кит. трад. 田甜; нар. 25 березня 1983, Чунцін) – китайська шахістка і шаховий тренер (тренер ФІДЕ від 2013 року), гросмейстер серед жінок від 2002 року.

## Шахова кар'єра
1997 року представляла Китай на чемпіонаті світу серед дівчат до 14 років, який відбувся в Каннах. Між 1999 і 2001 роками виступала тільки на турнірах, що проходили в Угорщині, здобувши кілька успіхів у регулярних турнірах First Saturday в Будапешті, зокрема 2001 року двічі посіла 2-ге місце на турнірах FS05 IM-B (позаду Яноша Дудаша) і FS12 IM-B (позаду Шандора Фараго). 2002 року в Панаджі посіла 9-те місце на чемпіонаті світу дівчат до 20 років, а 2003 року поділила 13-те місце на чемпіонаті Азії серед жінок, який відбувся в Калькутті.
Найвищий рейтинг Ело в кар'єрі мала станом на 1 липня 2001 року, досягнувши 2355 очок ділила тоді (разом з Норою Медведь) 74-75-те місце у світовому списку ФІДЕ, одночасно займаючи 10-те місце серед китайських шахісток.